# Antun Vakanović
Antun Vakanović (Hrvatska Kostajnica, 21. siječnja 1808. – Zagreb, 23. ožujka 1894.), hrvatski pravnik, hrvatski ban (1872. – 1873.) i političar.

## Životopis
Rodio se je 21. siječnja 1808. godine u Hrvatskoj Kostajnici. Pohađao je Klasičnu gimnaziju u Zagrebu koju je završio 1822. godine. Završio je pravni fakultet u Zagrebu i nakon položenog odvjetničkog ispita 1829. godine, zaposlio se kao odvjetnički vježbenik u Karlovcu. Vrlo mlad je postao politički aktivan. Bio je jedan od osnivača hrvatskog narodnog preporoda zajedno s Ljudevitom Gajem (1809. – 1872.). Objavljivao je preporodne tekstove i 1838. godine bio je jedan od utemeljitelja karlovačke narodne čitaonice i Matice ilirske.
Djelovao je kao odvjetnik Zagrebačke županije u razdoblju 1842. – 1847., da bi nakon toga radio do 1856. godine kao primorski prokurator u Rijeci. Nakon obnove ustavnog stanja 1861. godine pridružio se Unionističkoj stranci u Hrvatskom saboru i postao mađaron. Godine 1868. izabran je za predsjednika Hrvatskog sabora i regnikolarne deputacije, koja je sklopila Hrvatsko-ugarsku nagodbu. Vrhunac političke karijere mu je bio 1872. godine kada je postao namjesnik banske časti nakon Kolomana Bedekovića, a prije Ivana Mažuranića. Obnašao je dužnost vladajućeg hrvatskog bana od 17. veljače 1872. do 20. rujna 1873. godine.
Pokušao je osigurati većinu unionistima u saboru tako što je Narodnu stranku, na temelju krivotvorenih zpisnika, optužio veleizdajničke veze s češkim političarima u Pragu, Giuseppeom Mazzinijem i vladama Crne Gore, Srbije i Rusije. Kako progon vodstva stranke nije urodio plodom, jer je Narodna stranka na izborima za Hrvatski sabor 1872. godine ipak ostvarila većinu, Vakanović je pozvao u sabor dodatnih 47 virilista i tako osporio izborni rezultat.
Preminuo je 23. ožujka 1894. u Zagrebu.

## Vanjske poveznice
- Antun Vakanović Hrvatska enciklopedija
- Antun Vakanović – namjesnik banske časti - povijest.net  Arhivirana inačica izvorne stranice od 26. rujna 2016. (Wayback Machine)

| Političke dužnosti                    | Političke dužnosti         | Političke dužnosti        |
| ------------------------------------- | -------------------------- | ------------------------- |
| prethodnik Koloman Bedeković Komorski | hrvatski ban 1872. – 1873. | nasljednik Ivan Mažuranić |